# Маркус Неслунд
Маркус Неслунд (швед. Markus Näslund; народився 30 липня 1973 у м. Ерншельдсвік, Швеція) — шведський хокеїст, лівий нападник. 
Вихованець хокейної школи ХК «Ярведс». Виступав за ХК «Ерншельдсвік», МОДО, «Піттсбург Пінгвінс», «Клівленд Беронс» (ІХЛ), «Ванкувер Канакс», «Нью-Йорк Рейнджерс».
У складі національної збірної Швеції учасник зимових Олімпійських ігор 2002, учасник чемпіонатів світу 1993, 1996, 1999 і 2002, учасник Кубка світу 1996 і 2004. У складі молодіжної збірної Швеції учасник чемпіонатів світу 1992 і 1993. У складі юніорської збірної Швеції учасник чемпіонатів Європи 1990 і 1991.
Срібний призер чемпіонату світу (1993), бронзовий призер (1999, 2002). Учасник матчу всіх зірок НХЛ (1999, 2001, 2002, 2003, 2004). Володар Нагороди Лестера Б. Пірсона (2003). Володар Кубка Вікторії (2008).